# Cebrennus
Cebrennus là một chi nhện trong họ Sparassidae.